# Ludwig Georg Courvoisier
Ludwig Georg Courvoisier (1843-1918) là một nhà phẫu thuật đến từ Basel, Thụy Sĩ. Ông là một trong những bác sĩ đầu tiên thực hiện phẫu thuật loại bỏ sỏi mật ra khỏi ống mật chung.
Năm 1890, Courvoisier cho xuất bản cuốn sách Casuistisch-statistische Beiträge zur Pathologie und Chirurgie der Gallenwege, trong cuốn sổ tay này ông đã giới thiệu về dấu hiệu y khoa được biết đến như là định luật Courvoisier.